# Цун Лян
Цун Лян (кит. 丛亮, род. декабрь 1971, Вэньдэн, Шаньдун) — китайский государственный и политический деятель, начальник Государственного управления по зерну и резервам КНР с 23 июня 2022 года.
Кандидат в члены Центрального комитета Компартии Китая 20-го созыва.

## Биография
Родился в декабре 1971 года в уезде Вэньдэн, провинция Шаньдун.
В 1994 году окончил Университет Цинхуа по специальности «машиностроение», в 1997 году получил диплом магистра экономики в Центральном финансово-экономическом университете. Окончил аспирантуру Китайской академии социальных наук, в 2003 году защитил диссертацию, доктор философии (PhD) по экономике.
С апреля 1997 года на различных должностях в Госплане КНР (впоследствии переименован в Государственный комитет по делам развития и реформ КНР), с июня 2018 года — глава канцелярии Комитета, с июня 2020 года — заместитель председателя Комитета.
23 июня 2022 года назначен на должность начальника Государственного управления по зерну и резервам КНР вместо попавшего под антикоррупционное расследование бывшего главы Госуправления Чжан Уфэна.